# Agulles de Dellui
Les Agulles de Dellui són un conjunt de roques agudes, d'aquí el nom d'agulles, que es troben en el terme municipal de la Vall de Boí, a la comarca de l'Alta Ribagorça, i dins del Parc Nacional d'Aigüestortes i Estany de Sant Maurici.

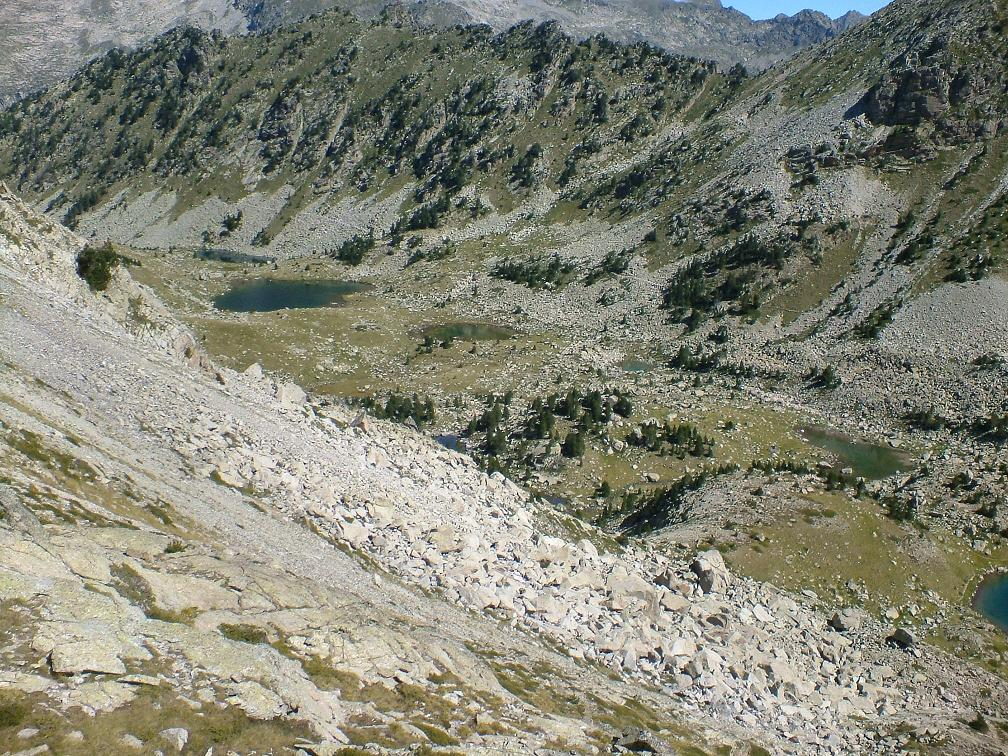
Vall de Dellui: els Estanyets i les Agulles de Dellui, al seu damunt, vistos des de la Collada.

El nom «podria derivar del basc ote-ili-oi. Ote vol dir argelaga. Aquesta vall és més feréstega que les veïnes, té menys bosc i molts menys pasturatges. Potser d'aquí li ve el nom. Ili vol dir poble i en aquesta vall no n'hi ha hagut mai cap, però potser aquí ili és un element basc diferent».
Estan situades a la carena que separa les valls de les Corticelles i de Dellui, al nord-est del Pic de la Montanyeta. La més alta de les agulles té 2.544,0 metres d'altura.